# Eurydice elongata
Eurydice elongata là một loài chân đều trong họ Cirolanidae. Loài này được Moreira miêu tả khoa học năm 1972.